# 逆转监督
《GIANT KILLING》是由辻智创作的日本漫画作品。原案及取材协力的是綱本将也。此作品从2007年开始在漫画杂志《Morning》（讲谈社）上连载。在2010年4月，此作品开始作为电视动画播放。简称为GK。

## 概要
以U-31为成名作的綱本将也这次和年轻的漫画家辻智一起以足球漫画的未知领域教练为主题的开始画的作品。标题有着巨人杀手的意思。
在本作品中，所有參賽的J1球會皆為虛構，但是名稱與現實中的球會非常相近。

## 故事
状态持续低迷的ETU迎来了新的教练。其名为達海猛、在英格蘭足總盃中以低级俱乐部将最高级别俱乐部追逼到危险境地的人物。由于他的来到而在俱乐部中引起了骚动，对他的起用到底是好还是坏呢？

## 登場人物

### ETU (East Tokyo United)

#### 俱樂部
永田會長
副會長
會長的弟弟。
永田有里
ETU公關。
後藤
ETU總經理。
笠野
前ETU總經理，現為ETU球探。

#### 教練組
達海 猛（聲：關智一／台灣：魏伯勤）
年齢:35歳。身高：175cm。通称「達海」。
本作的主角，ETU的監督。ETU以前的主力选手，也曾擔任日本代表选手候補。曾效力英格蘭超級聯賽球隊，不过之后因腳傷引退。引退后在英格蘭第5级联赛的「East Ham United FC」担任教练一职，并在英格蘭足總盃中成功狙击了來自英超的球會。在后藤的请求下，以監督身份再次回到ETU。
在ETU現役時代，是队中支柱的存在，并且有着相当的使命感。當時的背號為7號。
熱愛足球，成为ETU監督后，就直接住在俱乐部里。每次研究对手到很晚甚至熬夜。
在大量资料中找出对手弱点的洞察力，是比赛中的战略家。
松原
首席助理教練。達海稱其為阿松(台灣翻譯)。

#### 選手
椿大介（聲：水島大宙／台灣：于正昇）
位置MF。年齡20歲。擅長右腳，7號。通稱「阿椿」或「小椿」。
從衛星聯賽轉隊過來，出色的腳法與速度受到之前所有執教的教練推薦，小學時代便擁有「成為職業球員便可以與小學朋友及老師相聚」的想法，但是個性比較沒自信，容易受到外來環境的影響。通常出現在防守中場的位置，驚人的速度以及腳法讓他能夠快速往來兩邊禁區。笠野對其的評價是「另一個達海猛」，不過只有極少數的人知道。
在後半賽季開始後第一度入選日本國奧隊代表，在日本主場對烏茲別克時後備上場，隨後製造一個十二碼，並由細見射入後日本以2-1獲勝。隨後於客場對卡塔爾時獲得一傳一射的成績。
村越茂幸（聲：置鮎龍太郎／台灣：陳幼文）
位置MF。年齡32歲。擅長右腳，6號。通稱「村越」或「阿越」。
新人球季時，正好就是達海在離開ETU前的最後一季，之後ETU戰績一蹶不振，球員紛紛出走，僅有村越留下，以隊長的身分帶領ETU熬過降級以及聯盟墊底的艱辛日子，但是其僭越教練指揮隊友的作法被達海修正。
在達海剛接任監督時曾剝奪其隊長資格，但慢慢理解彼此都是為球隊好時逐漸卸下心防，並開始尋找自身作為球員的價值。後來重獲隊長袖標。
為人沉穩具有領導風範，深得球迷、隊友以及高層的信賴，而得到「Mr.ETU」的稱號。ETU的主力防守中場，擁有出色的防守能力，但是體力不若年輕時出色,同時也是逆轉監督中極其少數正經八百的角色。
路易吉田（聲：小野大輔／台灣：李世揚）
位置MF。年齡26歲。擅長左腳，10號。通稱「吉諾」或「王子」。
義大利與日本的混血兒（國籍是日本）。球風優雅，要求別人稱呼他為「王子」，雖然經常怠工，但是卻是ETU的進攻核心和負責死球的處理。進攻中場，討厭跑動，但是傳球相當精準，亦有令人炫目的自由球技巧,就連川崎frontier的守門員星野也敗予他的自由球之下,也是隊中唯一會直呼「達海」名字的人。
同大阪GUNNER志村一起被稱為「奇怪的 GAME MAKER」
黒田一樹（聲：伊藤健太郎／台灣：林士程）
位置DF。年齡28歲。擅長右腳，2號。通稱「小黑」或「黑仔」，也自稱「門前的黑豹」。
在達海剛到ETU時相當反對他，對於隊長村越相當信服。
球技雖然並不出色，但有著拼命的鬥志與不服輸的精神，讓他成為ETU後防線上相當值得信賴的中後衛。
達海稱他擁有令別人生氣的才能。在ETU和杉江組成雙中後衛,合作無間,同時也互相仰慕對方的優點。
與名古屋GRAMPALACE的板桓有著宿敵的關係。
杉江 勇作（聲：桐井大介／台灣：李世揚）
位置：DF（中后）。年龄：28岁。身高：182cm。体重：76kg。血型：B。擅长：右脚。号码：3号。通稱「阿杉」。
能冷靜分析對手，防守能力強。有被選為日本代表候補的組驗。在每一場比賽都負責凍結對方的皇牌前鋒。
赤崎 遼（聲：武藤正史／台灣：于正昇）
位置：MF，攻击性的MF，右翼。年齢：21歳。血型：AB。擅长：右脚。号码：15号。通稱「阿崎」。
在年轻选手之中是中心人物，曾入选日本奥林匹克代表候补，位置是左右翼。出身自ETU的低年齡隊，擅长盤球突破。年轻气盛，時常吐糟。和黑田是死對頭。目標是加盟世界知名的豪門俱樂部。
在後半賽季開始後第二度入選日本國奧隊代表，於客場對陣卡塔爾的比賽後備上場，但浪費一次絕佳射門機會。
世良 恭平（聲：川野剛稔／台灣：林士程）
位置FW。年龄：22岁。身高：166cm。体重：60Kg。血型：O。擅长：左脚。号码：20号。通稱「阿世」。
平时很开朗，声音大。虽然身高不高，但是速度和运动量惊人。在队中是正選，对自己入球少很在意。在夏木回归后，因自己的位置受到威胁而不安，从而想努力作为FW待在队中。对于自己没有才能一事很清楚，但是为了将自己能力发挥到最大限度，而在比赛中保持不会迷茫的强烈决心。
夏木 陽太郎（聲：楠大典／台灣：于正昇）
位置：FW。年齢：26歳。身長：175cm。体重：69kg。血型：B。擅长：右脚。号码：11号。通稱「阿夏」。
身体能力和得分能力都很高的ETU王牌。上赛季虽然因伤缺席了一半的比赛，但仍然是球队的得分王。不懂處理简单的射门和靜止了的足球，經常十二碼宴客,但卻特别擅长倒勾射门及中距離遠射。对足球的热情可以说是到了异常的水平，也有在伤好之前踢球导致伤加重的情况。已婚，有一個女兒。
堺 良則（聲：川田紳司／台灣：陳幼文）
位置：FW。年龄：31岁：身高：174cm。体重：69kg。血型：A。擅长：右脚。号码：9号。通稱「阿堺」。
非常有斗争心的选手，也是一位在球場上能冷靜等待機會的前鋒。
有身為老手的自覺，所以從不怠慢自己的身心管理。在FW的正選爭奪戰期間，曾對受傷而意志消沉的世良說教。
曾於直接及間接攻破川崎frontier的守門員星野的龍門。

#### 球迷
田沼吾郎
老球迷，但十年未進場看ETU比賽，直至達海回來當監督才重新關注ETU狀況，非常看好椿。

United Skulls
由年輕人組成的球迷組織，在ETU於J1及J2間載浮載沉的十年間不離不棄，作風較為激進，甚至在賽後包圍球員巴士。
羽田政志
球迷團體"United Skulls"的領導人，目前本職為補習班老師。

OKKO
由小學生組成的球迷組織。
田沼幸太
田沼吾郎的兒子，為ETU訓練營的成員，同時也是OKKO的領導人。

### 東京Victory (東京ヴィクトリー)
平泉（ひらいずみ）
東京victory監督。達海稱為「老紳士」及「大叔」。曾帶領東京victory二連霸、自覺球隊已經過了黃金期，為了重整球隊而努力；原先被傳為日本代表監督候選人，卻為法國的布朗接任，心中認為自己可以發揮日本球員實力。
持田（もちだ）
攻擊中場。10號。東京victory的重心球員，也是日本國家隊重心選手。球技全面充滿壓迫力。對勝利十分執著，認為可以為了勝利而不惜一切，就算身體受傷也不緊要；聯賽初期因為長期傷患而休息，令球隊也因為失去重心而成績下降；對樁大介而言持田甚有壓迫力，甚至覺得他「笑得不懷好意」。
三雲（みくも）
防守中場。24號。球隊中負責中場掃蕩壓迫。球隊成績惡劣期間時常有著「不要因為他加入正選而令球隊質素下降」的想法，往往過份表現自己。
於對ETU戰役時覺悟，並攻入決定性一球令球隊進入和局。
穆里奇(シャリッチ)
防守中場。13號。克羅地亞人。負責球隊中後場的連接。在熱身賽時被達海看到他與三雲的組合漏洞而針對攻擊。
城西（しろにし）
攻擊中場。8號。東京VICTORY隊長。典型的模範生，時常在平泉領隊發問時說出模範生的答案。
李安納度
前鋒。9號。巴西人。擁有強健的體格，弱點卻是沒有巴西足球員的盤扭技術。
堀（ほり）
攻擊中場。自尊心極強的球員，曾認為自己回應平泉領隊的問題時會比城西更好。 與ETU比賽時被石神發覺其漏洞而針對性攻擊，
覺得受辱因而不斷向石神發動攻擊。

### 大阪GUNNER (大阪ガンナーズ)
達魯夫(ダルファー)
荷蘭人。對於攻擊足球極之著迷，也為自己身為荷蘭人而自豪，達海向佐倉分析達魯夫輸掉明星賽的原因時說明</ref>。
對自己打造的攻擊足球十分自豪，因而被達海針對其性格而部署戰術並將其打敗。時常認為翻譯園田是他知音人。
園田（そのだ）
達魯夫翻譯。認為達魯夫是「擁有男子氣慨」，達魯夫也認為沒有園田他也沒法成為世界第一。
小學時是一位足球少年。
窪田（くぼた）
前鋒/中場。20歳。7號。大阪攻擊鐵四角之一，善於前場壓迫及預測皮球落點。原先是防守中場，實力平平無奇，後因被達魯夫改造位置後而大有發揮；性格十分文靜並帶點傻氣，興奮時會發出發出怪笑，畑為此而稱他「笑得很可怕」。
對山形隊的明星球員古内健十分敬佩，明星賽時更因為古内健讚賞而流鼻血。奧運代表選手。
豪爾(ハウアー)
前鋒。18號。前線高大力量型球員，卻被志村稱為「善於傳球」，十分執著自己的外表，其獨有的品味卻令人反感。
片山（かたやま）
右前鋒。13號。操關西口音的球員。時常與畑比較入球多少。危急應變處理十分快速。時常可以傳出準確的傳中球。
畑（はたけ）
左前鋒。11號。操關西口音的球員。時常與片山比較入球多少。聯賽中領先片山一球。
志村（しむら）
中場。10號。大阪中場核心。性格平和，卻時常說一些令人費解和無厘頭的比喻，
日本國家隊代表。
平賀（ひらが）
中場。5號。大阪隊隊長。以高度跑動及壓迫力為比賽風格，因為他是球隊風格重心，達魯夫在比賽時很少換走，卻因為其比賽風格令達海有機可乘。

### 其他

#### 中国国家队代表
莫雷蒂
：意大利人，发型外貌跟里皮酷似，中国队主帅。动画版未出场
孟盛
：球衣7号，攻击手，原型为武磊。动画版未出场

#### 經紀人
理查徳(Richard)
英國人，達海的經紀人，也是在十年前達海因傷退出比賽時，鼓勵他轉型成監督的人。希望能讓達海成為世界級監督而努力著。（動畫中並未出場）

## 出版書籍
| 冊數 | 講談社         | 講談社                                        | 尖端出版       | 尖端出版             | 玉皇朝     | 玉皇朝                 |
| 冊數 | 發售日期       | ISBN                                          | 發售日期       | EAN                  | 發售日期   | ISBN                   |
| ---- | -------------- | --------------------------------------------- | -------------- | -------------------- | ---------- | ---------------------- |
| 1    | 2007年4月23日  | ISBN 978-4-06-372593-3                        | 2008年1月30日  | EAN 471-7702-21563-7 | 2009年12月 | ISBN 978-988-8035-98-4 |
| 2    | 2007年7月23日  | ISBN 978-4-06-372618-3                        | 2008年6月20日  | EAN 471-7702-21841-6 |            |                        |
| 3    | 2007年10月23日 | ISBN 978-4-06-372637-4                        | 2008年10月15日 | EAN 471-7702-21842-3 |            |                        |
| 4    | 2008年1月23日  | ISBN 978-4-06-372660-2                        | 2009年1月16日  | EAN 471-7702-22316-8 |            |                        |
| 5    | 2008年4月23日  | ISBN 978-4-06-372682-4                        | 2009年9月15日  | EAN 471-7702-22593-3 |            |                        |
| 6    | 2008年7月23日  | ISBN 978-4-06-372716-6                        | 2010年2月10日  | EAN 471-7702-23027-2 |            |                        |
| 7    | 2008年10月23日 | ISBN 978-4-06-372740-1                        | 2010年6月19日  | EAN 471-7702-23213-9 |            |                        |
| 8    | 2008年11月21日 | ISBN 978-4-06-372753-1                        | 2010年10月2日  | EAN 471-7702-23564-2 |            |                        |
| 9    | 2009年1月23日  | ISBN 978-4-06-372769-2                        | 2011年1月31日  | EAN 471-7702-23801-8 |            |                        |
| 10   | 2009年4月23日  | ISBN 978-4-06-372789-0                        | 2011年2月22日  | EAN 471-7702-23890-2 |            |                        |
| 11   | 2009年7月23日  | ISBN 978-4-06-372818-7                        | 2011年3月21日  | EAN 471-7702-23930-5 | 2012年9月  | ISBN 978-988-8168-54-5 |
| 12   | 2009年10月23日 | ISBN 978-4-06-372840-8                        | 2011年7月30日  | EAN 471-7702-24127-8 | 2013年7月  |                        |
| 13   | 2010年1月22日  | ISBN 978-4-06-372868-2                        | 2011年10月5日  | EAN 471-7702-24374-6 | （未出版） | （未出版）             |
| 14   | 2010年4月23日  | ISBN 978-4-06-372897-2                        | 2012年1月19日  | EAN 471-7702-24575-7 | （未出版） | （未出版）             |
| 15   | 2010年5月21日  | ISBN 978-4-06-372904-7                        | 2012年10月11日 | EAN 471-7702-24772-0 | （未出版） | （未出版）             |
| 16   | 2010年7月23日  | ISBN 978-4-06-372918-4                        | 2014年5月30日  | EAN 471-7702-25138-3 | （未出版） | （未出版）             |
| 17   | 2010年10月22日 | ISBN 978-4-06-372950-4                        | 2014年6月23日  | EAN 471-7702-25957-0 | （未出版） | （未出版）             |
| 18   | 2011年1月21日  | ISBN 978-4-06-372972-6                        | （未出版）     | （未出版）           | （未出版） | （未出版）             |
| 19   | 2011年4月22日  | ISBN 978-4-06-372992-4                        | （未出版）     | （未出版）           | （未出版） | （未出版）             |
| 20   | 2011年7月22日  | ISBN 978-4-06-387023-7                        | （未出版）     | （未出版）           | （未出版） | （未出版）             |
| 21   | 2011年10月21日 | ISBN 978-4-06-387047-3                        | （未出版）     | （未出版）           | （未出版） | （未出版）             |
| 22   | 2012年1月23日  | ISBN 978-4-06-387074-9                        | （未出版）     | （未出版）           | （未出版） | （未出版）             |
| 23   | 2012年4月23日  | ISBN 978-4-06-387098-5                        | （未出版）     | （未出版）           | （未出版） | （未出版）             |
| 24   | 2012年7月23日  | ISBN 978-4-06-387127-2                        | （未出版）     | （未出版）           | （未出版） | （未出版）             |
| 25   | 2012年10月23日 | ISBN 978-4-06-387148-7                        | （未出版）     | （未出版）           | （未出版） | （未出版）             |
| 26   | 2013年1月23日  | ISBN 978-4-06-387178-4                        | （未出版）     | （未出版）           | （未出版） | （未出版）             |
| 27   | 2013年4月23日  | ISBN 978-4-06-387206-4                        | （未出版）     | （未出版）           | （未出版） | （未出版）             |
| 28   | 2013年7月23日  | ISBN 978-4-06-387228-6                        | （未出版）     | （未出版）           | （未出版） | （未出版）             |
| 29   | 2013年10月23日 | ISBN 978-4-06-387262-0                        | （未出版）     | （未出版）           | （未出版） | （未出版）             |
| 30   | 2014年1月23日  | ISBN 978-4-06-387284-2                        | （未出版）     | （未出版）           | （未出版） | （未出版）             |
| 31   | 2014年4月23日  | ISBN 978-4-06-388323-7 ISBN 978-4-06-358708-1 | （未出版）     | （未出版）           | （未出版） | （未出版）             |
| 32   | 2014年7月23日  | ISBN 978-4-06-388350-3                        | （未出版）     | （未出版）           | （未出版） | （未出版）             |
| 33   | 2014年10月23日 | ISBN 978-4-06-388381-7                        | （未出版）     | （未出版）           | （未出版） | （未出版）             |
| 34   | 2015年1月23日  | ISBN 978-4-06-388416-6                        | （未出版）     | （未出版）           | （未出版） | （未出版）             |
| 35   | 2015年4月23日  | ISBN 978-4-06-388436-4                        | （未出版）     | （未出版）           | （未出版） | （未出版）             |
| 36   | 2015年9月23日  | ISBN 978-4-06-388474-6                        | （未出版）     | （未出版）           | （未出版） | （未出版）             |
| 37   | 2015年11月20日 | ISBN 978-4-06-388510-1                        | （未出版）     | （未出版）           | （未出版） | （未出版）             |
| 38   | 2016年1月22日  | ISBN 978-4-06-388559-0                        | （未出版）     | （未出版）           | （未出版） | （未出版）             |
| 39   | 2016年3月23日  | ISBN 978-4-06-388572-9                        | （未出版）     | （未出版）           | （未出版） | （未出版）             |
| 40   | 2016年5月23日  | ISBN 978-4-06-388595-8                        | （未出版）     | （未出版）           | （未出版） | （未出版）             |
| 41   | 2016年7月22日  | ISBN 978-4-06-388617-7                        | （未出版）     | （未出版）           | （未出版） | （未出版）             |
| 42   | 2016年10月21日 | ISBN 978-4-06-388637-5                        | （未出版）     | （未出版）           | （未出版） | （未出版）             |
| 43   | 2017年3月23日  | ISBN 978-4-06-388659-7                        | （未出版）     | （未出版）           | （未出版） | （未出版）             |
| 44   | 2017年7月21日  | ISBN 978-4-06-388694-8                        | （未出版）     | （未出版）           | （未出版） | （未出版）             |
| 45   | 2017年10月23日 | ISBN 978-4-06-510278-7                        | （未出版）     | （未出版）           | （未出版） | （未出版）             |
| 46   | 2018年1月23日  | ISBN 978-4-06-510735-5                        | （未出版）     | （未出版）           | （未出版） | （未出版）             |
| 47   | 2018年4月23日  | ISBN 978-4-06-511227-4                        | （未出版）     | （未出版）           | （未出版） | （未出版）             |
| 48   | 2018年7月23日  | ISBN 978-4-06-511858-0                        | （未出版）     | （未出版）           | （未出版） | （未出版）             |
| 49   | 2018年10月23日 | ISBN 978-4-06-513496-2                        | （未出版）     | （未出版）           | （未出版） | （未出版）             |
| 50   | 2019年1月23日  | ISBN 978-4-06-514529-6                        | （未出版）     | （未出版）           | （未出版） | （未出版）             |
| 51   | 2019年4月23日  | ISBN 978-4-06-515481-6                        | （未出版）     | （未出版）           | （未出版） | （未出版）             |
| 52   | 2019年7月23日  | ISBN 978-4-06-516563-8                        | （未出版）     | （未出版）           | （未出版） | （未出版）             |
| 53   | 2019年10月23日 | ISBN 978-4-06-517328-2                        | （未出版）     | （未出版）           | （未出版） | （未出版）             |
| 54   | 2020年3月23日  | ISBN 978-4-06-518917-7                        | （未出版）     | （未出版）           | （未出版） | （未出版）             |
| 55   | 2020年6月23日  | ISBN 978-4-06-519910-7                        | （未出版）     | （未出版）           | （未出版） | （未出版）             |
| 56   | 2020年9月23日  | ISBN 978-4-06-520766-6                        | （未出版）     | （未出版）           | （未出版） | （未出版）             |
| 57   | 2020年12月23日 | ISBN 978-4-06-521770-2                        | （未出版）     | （未出版）           | （未出版） | （未出版）             |
| 58   | 2021年5月21日  | ISBN 978-4-06-523276-7                        | （未出版）     | （未出版）           | （未出版） | （未出版）             |
| 59   | 2021年9月22日  | ISBN 978-4-06-524866-9                        | （未出版）     | （未出版）           | （未出版） | （未出版）             |
| 60   | 2022年2月22日  | ISBN 978-4-06-526771-4                        | （未出版）     | （未出版）           | （未出版） | （未出版）             |
| 61   | 2023年7月22日  | ISBN 978-4-06-528537-4                        | （未出版）     | （未出版）           | （未出版） | （未出版）             |
| 62   | 2023年11月22日 | ISBN 978-4-06-529759-9                        | （未出版）     | （未出版）           | （未出版） | （未出版）             |
| 63   | 2024年3月22日  | ISBN 978-4-06-534888-8                        | （未出版）     | （未出版）           | （未出版） | （未出版）             |
| 64   | 2024年7月23日  | ISBN 978-4-06-536209-9                        | （未出版）     | （未出版）           | （未出版） | （未出版）             |
| 65   | 2024年11月21日 | ISBN 978-4-06-537527-3                        | （未出版）     | （未出版）           | （未出版） | （未出版）             |
| 66   | 2025年3月21日  | ISBN 978-4-06-538846-4                        | （未出版）     | （未出版）           | （未出版） | （未出版）             |
| 67   | 2025年7月23日  | ISBN 978-4-06-540079-1                        | （未出版）     | （未出版）           | （未出版） | （未出版）             |

## 电视动画
2010年4月4日开始在NHK卫星第2频道播放。全26集。

### 工作人员
- 原作 - ツジトモ
- 原案・取材協力 - 綱本将也
- 監督 - 紅優
- 系列構成 - 川瀬敏文
- 人物设计 - 熊谷哲矢
- 美術監督 - 東潤一
- 色彩設計 - 北爪英子
- 撮影監督 - 近藤慎与
- 編集 - 松村正宏
- 音楽 - 森英治
- 動畫檢查 - 澤村　享
- 3DCG - 渡邊清乃、濱村敏郎
- 音響效果 - 和田俊也
- 錄音調整 - 青木正俊
- 製作擔當 - 藤川仁志、西口香織、米岡仁司
- 音響監督 - 高橋剛
- 动画制片人- 浦崎宣光
- 制作統括 - 廣岡篤哉、柴田裕司
- 动画制作 - スタジオディーン
- 制作 - 総合ビジョン
- 制作・著作 - NHK

### 主題曲
片头曲「My story 〜まだ見ぬ明日へ〜」
作詞 - KATUO / 作曲 - HIROMITSU HOSOKAWA / 編曲 - THE CHERRY COKE$ / 歌 - THE CHERRY COKE$
片尾曲「Get tough!」（第1～25集）
作詞・作曲・編曲・歌 - G・P・S

### 各集列表
| 集数 | 脚本     | 分镜              | 演出     | 作画監督                          | 动作作画監督   | 総作画監督 |
| ---- | -------- | ----------------- | -------- | --------------------------------- | -------------- | ---------- |
| #01  | 川瀨敏文 | 紅優              | 土屋浩幸 | 浅井昭人 清水勝祐                 | 高岡じゅんいち | 熊谷哲矢   |
| #02  | 川瀨敏文 | 臼田美夫          | 小林浩輔 | 関野昌弘 飯田宏義                 | 高岡じゅんいち | 熊谷哲矢   |
| #03  | 川瀨敏文 | 寺東克己          | 浅見松雄 | 窪敏                              | 高岡じゅんいち | 熊谷哲矢   |
| #04  | 守屋竜史 | 名村英敏          | 古田丈司 | 堀越久美子 浅井昭人               | 高岡じゅんいち | 熊谷哲矢   |
| #05  | 竹下健一 | 高岡じゅんいち    | 鈴木孝聡 | 岩井優器 西山忍                   | 高岡じゅんいち | 熊谷哲矢   |
| #06  | 川瀬敏文 | 江島泰男          | 江島泰男 | 清水勝祐 相坂直紀                 | 高岡じゅんいち | 熊谷哲矢   |
| #07  | 守屋竜史 | -                 | 小林浩輔 | 須田正己 関野昌弘                 | 高岡じゅんいち | 熊谷哲矢   |
| #08  | 川瀬敏文 | 山本秀世          | 宮下新平 | イ・ミンベ                        | 高岡じゅんいち | 熊谷哲矢   |
| #09  | 川瀬敏文 | 臼田美夫          | 平田豊   | 小田真弓 西山忍                   | 高岡じゅんいち | 熊谷哲矢   |
| #10  | 竹下健一 | 名村英敏          | 古田丈司 | 津熊健徳 浅井昭人                 | 高岡じゅんいち | 熊谷哲矢   |
| #11  | 守屋竜史 | 鈴木孝聡          | 鈴木孝聡 | 清水勝祐 武本大介                 | 高岡じゅんいち | 熊谷哲矢   |
| #12  | 川瀬敏文 | 東海林真一        | 小林浩輔 | 海老原雅夫 さのえり               | 高岡じゅんいち | 熊谷哲矢   |
| #13  | 竹下健一 | 咲坂守            | 松田清   | いがりたかし                      | 高岡じゅんいち | 熊谷哲矢   |
| #14  | 川瀬敏文 | 江島泰男          | 江島泰男 | 岩井優器 西山忍                   | 高岡じゅんいち | 熊谷哲矢   |
| #15  | 守屋竜史 | 名村英敏          | 古田丈司 | 津熊健徳 浅井昭人                 | 高岡じゅんいち | 熊谷哲矢   |
| #16  | 竹下健一 | 鈴木孝聡          | 鈴木孝聡 | 西山忍 武本大介                   | 高岡じゅんいち | 熊谷哲矢   |
| #17  | 守屋竜史 | 寺東克己          | 小林浩輔 | 日下岳史 小田真弓                 | 高岡じゅんいち | 熊谷哲矢   |
| #18  | 川瀬敏文 | 東海林真一        | 木村寛   | ファン・ミジョン リ・ジョンジョン | 高岡じゅんいち | 熊谷哲矢   |
| #19  | 竹下健一 | 名村英敏          | 江島泰男 | 岩井優器 小坂知                   | 高岡じゅんいち | 熊谷哲矢   |
| #20  | 守屋竜史 | 古田丈司          | 古田丈司 | 津熊健徳 浅井昭人                 | 高岡じゅんいち | 熊谷哲矢   |
| #21  | 川瀬敏文 | 鈴木孝聡          | 鈴木孝聡 | 武本大介 西山忍                   | 高岡じゅんいち | 熊谷哲矢   |
| #22  | 竹下健一 | 名村英敏          | 小林浩輔 | 日下岳史 小田真弓                 | 高岡じゅんいち | 熊谷哲矢   |
| #23  | 守屋竜史 | 東海林真一        | 平田豊   | 松永香苗 堀越久美子               | 高岡じゅんいち | 熊谷哲矢   |
| #24  | 竹下健一 | 竹下健一          | 竹下健一 | 津熊健徳 関野昌弘                 | 高岡じゅんいち | 熊谷哲矢   |
| #25  | 川瀬敏文 | 古田丈司          | 古田丈司 | 浅井昭人 武本大介                 | 高岡じゅんいち | 熊谷哲矢   |
| #26  | 川瀬敏文 | 名村英敏 寺東克己 | 鈴木孝聡 | 西山忍 小田真弓                   | 高岡じゅんいち | 熊谷哲矢   |

### 播放电视台
| 播放地域 | 播放电视台          | 播放期間               | 播放日時                 |
| -------- | ------------------- | ---------------------- | ------------------------ |
| 日本全域 | NHK數位衛星高清頻道 | 2010年4月4日 - 9月26日 | 周日 9時25分 - 9時50分   |
| 日本全域 | NHK衛星第2頻道      | 2010年4月4日 - 9月26日 | 周日 23時00分 - 23時25分 |

| 東森電影台 星期六、日 12:30 - 14:30 節目 （4月16日播出時間為12:30 - 13:30） | 東森電影台 星期六、日 12:30 - 14:30 節目 （4月16日播出時間為12:30 - 13:30） | 東森電影台 星期六、日 12:30 - 14:30 節目 （4月16日播出時間為12:30 - 13:30） |
| --------------------------------------------------------------------------- | --------------------------------------------------------------------------- | --------------------------------------------------------------------------- |
|                                                                             | 逆轉監督 （2011年3月26日－2011年4月16日）                                   |                                                                             |
| 航海王-機關城的鋼鐵巨兵 星期六 乾隆皇奇遇記 星期日                          | 頭文字D                                                                     |                                                                             |

## 脚注
1. ↑  单行本到第9卷为止都是写的：原作綱本、作画ツジ
2. ↑  单行本第1卷P34至52.在FA CUP中，看出对方DF的传球精度低，并以此为突破口而得分。
3. ↑  單行本第九集
4. ↑  单行本第6卷P208上有为应该如何应对的问题与石浜和清川争论的场面。
5. ↑  (單行本第八期)
6. ↑  單行本第十一卷及單行本第二十四卷
7. 1 2 3 4 5 6 7  單行本第十二卷
8. 1 2 3  單行本第十三卷
9. ↑  單行本第三卷
10. ↑  單行本第十四卷
11. ↑  單行本第十三期
12. ↑  單行本第九卷
13. 1 2 3  單行本第七卷
14. ↑  單行本第八卷
15. ↑  單行本第十三卷，他向八谷稱讚達海時所用的比喻令八谷十分費解。
16. 1 2  https://sports.qq.com/a/20181022/039229.htm （页面存档备份，存于） 这部日本动漫惊现里皮与武磊 台词句句扎心国足0-4惨败日本
17. ↑  限定版